# Wihtgar
Wihtgar (zm. 544) - władca wyspy Wight. Siostrzeniec Cerdyka (Cerdica), króla Wesseksu.  Pochowany został w miejscu nazwanym Withgarabyrig. 